# Šútovce
Šútovce és un poble i municipi d'Eslovàquia que es troba a la regió de Trenčín. La primera menció escrita de la vila es remunta al 1315.

## Demografia
| Godina             | 1994 | 2004   | 2014   | 2024   |
| ------------------ | ---- | ------ | ------ | ------ |
| Nombre de persones | 378  | 408    | 432    | 459    |
| Diferència         |      | +7,93% | +5,88% | +6,25% |

| Godina             | 2023 | 2024   |
| ------------------ | ---- | ------ |
| Nombre de persones | 456  | 459    |
| Diferència         |      | +0,65% |